# Ramona Pagel
Ramona Pagel z domu Ebert (ur. 10 listopada 1961 w Los Angeles) – amerykańska lekkoatletka, specjalistka pchnięcia kulą i rzutu dyskiem, trzykrotna medalistka igrzysk panamerykańskich, czterokrotna olimpijka.

## Kariera sportowa
Zajęła 11. miejsce w pchnięciu kulą na igrzyskach olimpijskich w 1984 w Los Angeles oraz 5. miejsce w tej konkurencji na światowych igrzyskach halowych w 1985 w Paryżu. Zdobyła złoty medal w pchnięciu kulą na igrzyskach Konferencji Pacyfiku w 1985 w Berkeley oraz brązowy medal na uniwersjadzie w 1985 w Kobe. Zajęła 6. miejsce w zawodach pucharu świata w 1985 w Canberze. Na halowych mistrzostwach świata w 1987 w Indianapolis zajęła 6. miejsce.
Zwyciężyła w pchnięciu kulą na igrzyskach panamerykańskich w 1987 w Indianapolis, wyprzedzając reprezentantki Kuby Maríę Elenę Sarríę i Belsy Lazę. Odpadła w kwalifikacjach tej konkurencji na mistrzostwach świata w 1987 w Rzymie, a także w kwalifikacjach pchnięcia kulą i rzutu dyskiem na igrzyskach olimpijskich w 1988 w Seulu. Zajęła 9. miejsce w pchnięciu kulą na halowych mistrzostwach świata w 1989 w Budapeszcie i 6. miejsce w zawodach pucharu świata w 1989 w Barcelonie. Na halowych mistrzostwach świata w 1991 w Sewilli ponownie zajęła 9. miejsce.
Zdobyła brązowy medal w pchnięciu kulą na igrzyskach panamerykańskich w 1991 w Hawanie, za Belsy Lazą i swą koleżanką z reprezentacji USA Connie Price-Smith. Odpadła w kwalifikacjach na mistrzostwach świata w 1991 w Tokio. Zajęła 11. miejsce na igrzyskach olimpijskich w 1992 w Barcelonie oraz 12. miejsce na mistrzostwach świata w 1993 w Stuttgarcie.
Na igrzyskach panamerykańskich w 1995 w Mar del Plata zdobyła srebrny medal w pchnięciu kulą, za Connie Price-Smith, a przed Kubanką Yumileidi Cumbą. Była również zgłoszona w konkursie rzutu dyskiem, lecz w nim nie wystąpiła. Zajęła 7. miejsce w pchnięciu kulą na mistrzostwach świata w 1995 w Göteborgu oraz 9. miejsce w tej konkurencji na igrzyskach olimpijskich w 1996 w Atlancie.
Pagel była mistrzynią Stanów Zjednoczonych w pchnięciu kulą w latach 1985–1987, 1989 i 1991, a w hali w latach 1986, 1988–1990, 1994 i 1995. Była również akademicką mistrzynią USA (NCAA) w tej konkurencji w 1984.
Siedmiokrotnie z rzędu poprawiała rekord Stanów Zjednoczonych w pchnięciu kulą od wyniku 19,13 m, osiągniętego 26 maja 1985 w Westwood do rezultatu 20,18 m, uzyskanego 25 czerwca 1988 w San Diego. Rekord życiowy Pagel w rzucie dyskiem wynosił 61.92 m, ustanowiony 26 czerwca 1987 w San Jose.